# Earthling Tour
Earthling Tour — концертный тур британского рок-музыканта Дэвида Боуи, организованный в поддержку альбома Earthling (1997). Гастроли стартовали 7 июня 1997 года концертом в Любеке (на аэродроме Flughafen Blankensee), продолжившись выступлениями в Европе и Северной Америке. Финальное шоу было отыграно в Буэнос-Айресе 7 ноября 1997 года.

## История
Боуи начал публично исполнять материал из Earthling в конце 1996 года, добавив в сет-лист песню «Telling Lies», и иногда «Little Wonder», во время серии концертов проходивших на восточном побережье США. 9 января 1997 года он отыграл шоу в Мэдисон-сквер-гардене в честь своего 50-летия. Месяц спустя был выпущен сам альбом — музыкант продвигал его выступлениями в Saturday Night Live (8 февраля) и The Tonight Show (11 февраля), за которыми последовала платная трансляция «юбилейного» концерта на ТВ — 8 марта.
Репетиции концертной группы начались в апреле 1997 года. Изначально предполагалось, что гастроли продлятся «с мая по Рождество [1997 года]». Боуи прогнозировал «действительно масштабное, долгое, долгое турне». Во время подготовительных репетиций Боуи перезаписал в студии обновлённые версии некоторых своих старых песен, в том числе «The Man Who Sold the World» и «Stay». Эти обновлённые версии регулярно исполнялись во время гастролей, хотя последняя была издана официально лишь в 2020 году как часть мини-альбома Is It Any Wonder?.
Первоначальная концепция состояла в том, чтобы исполнить два сета: один классический и один танцевальный, включающий песни в электронной обработке. От этой идеи отказались из-за антипатии критиков и зрителей — после выступления в Muziekcentrum Vredenburg в Утрехте 11 июня 1997 года элементы каждого из них были объединены в единый сет. «Он ненавидел играть песни в их изначальных, классических вариантах», — вспоминал гитарист Ривз Гэбрелс, «Он хотел, чтобы я придал им актуальный вид, электронных жанров, которыми он увлекался в то время».
Концерт, проходивший 14 октября 1997 года в Capitol Theatre в Порт-Честере, транслировался в прямом эфире MTV. Он был добавлен в сетку телеканала в последний момент (для передачи MTV 10-Spot), из-за отмены выступления The Rolling Stones. Следующее шоу Боуи, состоявшееся 15 октября 1997 года в Radio City Music Hall в Нью-Йорке, являлось частью церемонии GQ Awards.
Гастрольный сет-лист включал песню Лори Андерсон «O Superman» (из альбома Big Science, 1982 года) с ведущим вокалом бас-гитаристки Гейл Энн Дорси. Турне освещал Тони Майклидис, он же отвечал за контакты Боуи с прессой, радио и телевидением. По итогам гастролей был запланирован выпуск официального концертного альбома, записанного во время их европейской части, материал даже прошёл стадию микширования — в ней приняли участие Боуи, Гэбрелс и Маркл — однако Virgin, текущий лейбл музыканта, отменил его выпуск. В итоге альбом выпустили, хотя и с отличным, от первоначального, списком композиций, лишь для подписчиков BowieNet под заголовком LiveAndWell.com. В 2021 году он был выпущен полноценно — в розничной продаже.

## Tao Jones Index
Боуи и его группа провели несколько «секретных» концертов под вывеской «Tao Jones Index», намеренно играя так, чтобы люди не догадались, кто они такие. «Tao Jones Index» являлся каламбуром, основанным на настоящем имени Боуи, Дэвиде Джонсе, и выпущенных 1997 году облигациях музыканта («Tao» произносится как «Доу», как «Индекс Доу Джонса» с фондового рынка США). По словам Гэбрелса, вероятно это название было предложено барабанщиком Закари Элфордом, и они отыграли в таком формате «полдюжины [раз], или того меньше». Проект свернули, так как фанаты начали узнавать Боуи и просить его исполнять хиты. По словам Гэбрелса, сеты были не столько строго драм-н-бейсовыми, сколько «танцевальными»: «Мы были вдохновлены различными ремиксами песен из „Earthling“, попытавшись воссоздать их для концертной программы». Музыканты играли на своих обычных инструментах, но без усилителей, а Элфорд — на электронной ударной установке. По итогам концертов был выпущен один официальный релиз: 12-дюймовый сингл с песнями «Pallas Athena»; и «V-2 Schneider» (1997).
Одно, объявленное заранее, выступление состоялось 10 июня 1997 года (во время него и были записаны концертные версии «Pallas Athena» и «V2-Schneider»); ещё одно — 19 июля 1997 года на фестивале Phoenix Festival; шоу проходило на «танцевальной сцене» BBC Radio 1 и предшествовало полноценному выступления Боуи выступлению, под своим именем, на главной сцене — днём позже.

## Look at the Moon! (Live Phoenix Festival 97)
Выступление Боуи во время Phoenix Festival, было выпущено в виде концертного альбома Look at the Moon!. Альбом был издан ограниченным тиражом в двух форматах: набор из 2 CD или из 3 грампластинок. Этот релиз стал 4-м в серии из 6 концертов объединённых бокс-сетом Brilliant Live Adventures. Альбом достиг 16-го места в UK Albums Chart и 92-го — в хит-параде Ирландии.

### Список композиций
1. «Quicksand»
2. «The Man Who Sold the World»
3. «Driftin’ Blues»/«The Jean Genie»
4. «I’m Afraid of Americans»
5. «Battle for Britain (The Letter)»
6. «Fashion»
7. «Seven Years in Tibet»
8. «Fame»
9. «Looking for Satellites»
10. «Under Pressure»
11. «The Hearts Filthy Lesson»
12. «Scary Monsters (And Super Creeps)»
13. «Hallo Spaceboy»
14. «Little Wonder»
15. «Dead Man Walking»
16. «White Light/White Heat»
17. «O Superman»
18. «Stay»

## Участвующие музыканты
- Дэвид Боуи — ведущий вокал, гитара, альтовый и баритоновый саксофоны
- Ривз Гэбрелс — гитара, бэк-вокал
- Гейл Энн Дорси[англ.] — бас-гитара, вокал, клавишные
- Зак Элфорд[англ.][18] — drums, percussion
- Майк Гарсон — клавишные, бэк-вокал

## Расписание концертов
| Дата             | Город                | Страна            | Место                                                               |
| Разминочные шоу  | Разминочные шоу      | Разминочные шоу   | Разминочные шоу                                                     |
| ---------------- | -------------------- | ----------------- | ------------------------------------------------------------------- |
| 17 мая 1997      | Дублин               | Ирландия          | The Factory Studios                                                 |
| 2 июня 1997      | Лондон               | Англия            | Hanover Grand                                                       |
| 3 июня 1997      | Лондон               | Англия            | Hanover Grand                                                       |
| 5 июня 1997      | Гамбург              | Германия          | Große Freiheit                                                      |
| Европа           |                      |                   |                                                                     |
| 7 июня 1997      | Любек                | Германия          | Flughafen Blankensee                                                |
| 8 июня 1997      | Оффенбах-ам-Майн     | Германия          | Bieberer Berg Stadion                                               |
| 10 июня 1997     | Амстердам            | Нидерланды        | Paradiso                                                            |
| 11 июня 1997     | Утрехт               | Нидерланды        | Muziekcentrum Vredenburg                                            |
| 13 июня 1997     | Эссен                | Германия          | (Отменён) Essen Stadium                                             |
| 13 июня 1997     | Дортмунд             | Германия          | Westfalenhalle                                                      |
| 14 июня 1997     | Париж                | Франция           | Parc des Princes                                                    |
| 16 июня 1997     | Резе                 | Франция           | La Trocardiére                                                      |
| 17 июня 1997     | Бордо                | Франция           | La Médoquine                                                        |
| 19 июня 1997     | Клермон-Ферран       | Франция           | Maison des Sports                                                   |
| 21 июня 1997     | Лейпциг              | Германия          | Go Bang Festival                                                    |
| 22 июня 1997     | Мюнхен               | Германия          | Go Bang Festival                                                    |
| 24 июня 1997     | Вена                 | Австрия           | Sommer Arena                                                        |
| 25 июня 1997     | Прага                | Чехия             | Congress Centre                                                     |
| 28 июня 1997     | Осло                 | Норвегия          | Kalvoeya Festival                                                   |
| 29 июня 1997     | Турку                | Финляндия         | Ruisrock Festival                                                   |
| 1 июля 1997      | Загреб               | Хорватия          | Dom Sportova                                                        |
| 2 июля 1997      | Пистоя               | Италия            | Piazza del Duomo                                                    |
| 4 июля 1997      | Тору                 | Бельгия           | Torhout Festival                                                    |
| 5 июля 1997      | Верхтер              | Бельгия           | Werchter Festival                                                   |
| 6 июля 1997      | Ринге                | Дания             | Midtfyns Festival                                                   |
| 8 июля 1997      | Брешиа               | Италия            | Stadio Mario Rigamonti                                              |
| 10 июля 1997     | Неаполь              | Италия            | Neapolis Festival                                                   |
| 11 июля 1997     | Арбатакс             | Италия            | Rocce Rosse Festival                                                |
| 13 июля 1997     | Фрауэнфельд          | Швейцария         | Out in the Green                                                    |
| 15 июля 1997     | Мадрид               | Испания           | (Отменён) Las Ventas                                                |
| 15 июля 1997     | Мадрид               | Испания           | Aqua Lung                                                           |
| 16 июля 1997     | Сарагоса             | Испания           | Pabellón Príncipe Felipe                                            |
| 17 июля 1997     | Сан-Себастьян        | Испания           | Velódromo de Anoeta                                                 |
| 19 июля 1997     | Стратфорд-апон-Эйвон | Англия            | Phoenix Festival Long Marston Airfield (в качестве Tao Jones Index) |
| 20 июля 1997     | Стратфорд-апон-Эйвон | Англия            | Phoenix Festival Long Marston Airfield (в качестве Tao Jones Index) |
| 22 июля 1997     | Глазго               | Шотландия         | Barrowlands                                                         |
| 23 июля 1997     | Манчестер            | Англия            | Manchester Academy                                                  |
| 25 июля 1997     | Мальмё               | Швеция            | Mölleplatsen                                                        |
| 26 июля 1997     | Стокгольм            | Швеция            | Lollipop Festival                                                   |
| 27 июля 1997     | Гданск               | Польша            | (Отменён) Stadion Lechii                                            |
| 29 июля 1997     | Лион                 | Франция           | Fourvière                                                           |
| 30 июля 1997     | Жюан-ле-Пен          | Франция           | Pinede Gould                                                        |
| 1 августа 1997   | Бирмингем            | Англия            | Que Club                                                            |
| 2 августа 1997   | Ливерпуль            | Англия            | Royal Court                                                         |
| 3 августа 1997   | Ньюкасл              | Англия            | Riverside                                                           |
| 5 августа 1997   | Ноттингем            | Англия            | Rock City                                                           |
| 6 августа 1997   | Лидс                 | Англия            | Town & Country Club                                                 |
| 8 августа 1997   | Дублин               | Ирландия          | Olympia Theatre                                                     |
| 9 августа 1997   | Дублин               | Ирландия          | Olympia Theatre                                                     |
| 11 августа 1997  | Лондон               | Англия            | Shepherd's Bush Empire                                              |
| 12 августа 1997  | Лондон               | Англия            | Shepherd's Bush Empire                                              |
| 14 августа 1997  | Будапешт             | Венгрия           | Student Island Fest                                                 |
| Северная Америка |                      |                   |                                                                     |
| 6 сентября 1997  | Ванкувер             | Канада            | Plaza of Nations                                                    |
| 7 сентября 1997  | Сиэтл                | Соединённые Штаты | Paramount Theater                                                   |
| 9 сентября 1997  | Сан-Франциско        | Соединённые Штаты | The Warfield                                                        |
| 10 сентября 1997 | Лос-Анджелес         | Соединённые Штаты | Hollywood Athletic Club                                             |
| 12 сентября 1997 | Лос-Анджелес         | Соединённые Штаты | Universal Amphitheatre                                              |
| 13 сентября 1997 | Лос-Анджелес         | Соединённые Штаты | Universal Amphitheatre                                              |
| 15 сентября 1997 | Сан-Франциско        | Соединённые Штаты | The Warfield                                                        |
| 16 сентября 1997 | Сан-Франциско        | Соединённые Штаты | The Warfield                                                        |
| 19 сентября 1997 | Чикаго               | Соединённые Штаты | The Vic Theater                                                     |
| 21 сентября 1997 | Детройт              | Соединённые Штаты | State Theatre                                                       |
| 22 сентября 1997 | Детройт              | Соединённые Штаты | State Theatre                                                       |
| 24 сентября 1997 | Монреаль             | Канада            | Metropolis                                                          |
| 25 сентября 1997 | Монреаль             | Канада            | Metropolis                                                          |
| 27 сентября 1997 | Торонто              | Канада            | Warehouse                                                           |
| 28 сентября 1997 | Торонто              | Канада            | Warehouse                                                           |
| 30 сентября 1997 | Бостон               | Соединённые Штаты | Orpheum Theatre                                                     |
| 1 октября 1997   | Бостон               | Соединённые Штаты | Orpheum Theatre                                                     |
| 3 октября 1997   | Филадельфия          | Соединённые Штаты | Electric Factory                                                    |
| 4 октября 1997   | Филадельфия          | Соединённые Штаты | Electric Factory                                                    |
| 7 октября 1997   | Форт-Лодердейл       | Соединённые Штаты | Chili Pepper                                                        |
| 8 октября 1997   | Форт-Лодердейл       | Соединённые Штаты | Chili Pepper                                                        |
| 10 октября 1997  | Атланта              | Соединённые Штаты | International Ballroom                                              |
| 12 октября 1997  | Вашингтон            | Соединённые Штаты | The Capitol Ballroom                                                |
| 13 октября 1997  | Нью-Йорк             | Соединённые Штаты | The Supper Club                                                     |
| 14 октября 1997  | Порт-Честер          | Соединённые Штаты | Capitol Theatre (MTV 10-Spot)                                       |
| 15 октября 1997  | Нью-Йорк             | Соединённые Штаты | Radio City Music Hall (GQ Awards)                                   |
| 17 октября 1997  | Чикаго               | Соединённые Штаты | Aragon Ballroom                                                     |
| 18 октября 1997  | Сент-Пол             | Соединённые Штаты | Roy Wilkins Auditorium                                              |
| 23 октября 1997  | Мехико               | Мексика           | Foro Sol                                                            |
| Южная Америка    |                      |                   |                                                                     |
| 31 октября 1997  | Куритиба             | Бразилия          | Paulo Leminski Concert and Entertainment Hall                       |
| 1 ноября 1997    | Сан-Паулу            | Бразилия          | Ibirapuera Arena                                                    |
| 2 ноября 1997    | Рио-де-Жанейро       | Бразилия          | Citibank Hall                                                       |
| 5 ноября 1997    | Сантьяго             | Чили              | Estadio Nacional de Chile                                           |
| 7 ноября 1997    | Буэнос-Айрес         | Аргентина         | Estadio Arquitecto Ricardo Etcheverri                               |

## Звучащие в турне песни
Из альбома Space Oddity
- «Space Oddity»

Из альбома The Man Who Sold the World
- «The Man Who Sold the World»
- «The Supermen»

Из альбома Hunky Dory
- «Quicksand»
- «Queen Bitch»

Из альбома The Rise and Fall of Ziggy Stardust and the Spiders from Mars
- «Moonage Daydream»
- «Lady Stardust»

Из альбома Aladdin Sane
- «Aladdin Sane (1913-1938-197?)»
- «Panic in Detroit»
- «The Jean Genie»

Из альбома Live Santa Monica ’72
- «My Death» (оригинальная версия выпущена на альбоме La Valse à Mille Temps (1959) Жака Бреля; композиторы: Брель и Морт Шуман)
- «I’m Waiting for the Man» (оригинальная версия выпущена на альбоме The Velvet Underground & Nico (1967) группы The Velvet Underground и певицы Нико; автор и композитор: Лу Рид; неизданный материал из различных сессий Дэвида Боуи периода 1966-72 годов)

Из альбома Ziggy Stardust: The Motion Picture
- «White Light/White Heat» (оригинальная версия выпущена на альбоме White Light/White Heat (1968) группы The Velvet Underground; автор и композитор: Лу Рид)

Из альбома Young Americans
- «Fame» (Боуи, Джон Леннон, Карлос Аломар)

Из альбома Station to Station
- «Stay»

Из альбома Low
- «Always Crashing in the Same Car»

Из альбома «Heroes»
- «„Heroes“» (Боуи, Брайан Ино)
- «V-2 Schneider»

Из альбома Lodger
- «Look Back in Anger» (Боуи, Ино)

Из альбома Scary Monsters (and Super Creeps)
- «Ashes to Ashes»
- «Scary Monsters (and Super Creeps)»
- «Fashion»

Из альбома Let’s Dance
- «Let’s Dance»
- «China Girl»

Из альбома Tin Machine
- «I Can’t Read» (Боуи, Ривз Гэбрелс)

Из альбома Black Tie White Noise
- «Pallas Athena» (версия Tao Jones Index)

Из альбома Outside
- «Outside» (Боуи, Кевин Армстронг)
- «The Hearts Filthy Lesson» (Боуи, Ино, Гэбрелс, Майк Гарсон, Эрдал Кызылчай, Стерлинг Кэмпбелл)
- «Hallo Spaceboy» (Боуи, Ино)
- «The Motel» (Боуи, Ино)
- «The Voyeur of Utter Destruction (as Beauty)» (Боуи, Ино, Гэбрелс)
- «I’m Deranged» (Боуи, Ино)
- «Strangers When We Meet»

Из альбома Earthling
- «Little Wonder» (Боуи, Гэбрелс, Марк Плати[англ.])
- «Looking for Satellites» (Боуи, Гэбрелс, Плати)
- «Battle for Britain (The Letter)» (Боуи, Гэбрелс, Плати)
- «Seven Years in Tibet» (Боуи, Гэбрелс)
- «Dead Man Walking» (Боуи, Гэбрелс)
- «Dead Man Walking (Moby Mix)» (Боуи, Гэбрелс)
- «Telling Lies»
- «The Last Thing You Should Do» (Боуи, Гэбрелс, Плати)
- «I’m Afraid of Americans» (Боуи, Ино)

Прочие песни:
- «Can’t Help Thinking About Me» (внеальбомный сингл (1966))
- «All the Young Dudes» (из альбома All the Young Dudes (1972) группы Mott the Hoople; автор и композитор: Боуи)
- «Under Pressure» (оригинальная версия выпущена на сингле (1981) Дэвида Боуи и группы Queen, годом позже песня выпущена на альбоме Hot Space; авторы: Боуи, Джон Дикон, Брайан Мэй, Фредди Меркьюри, Роджер Тейлор)
- «Volare (Nel Blu Dipinto Di Blu)» (оригинальная версия сделана Доменико Модуньо, Боуи записал кавер-версию для саундтрека фильма Абсолютные новички; автор и композитор Модуньо и Франко Мильяччи)
- «Is It Any Wonder?» (инструментальный джем основанный «Fame», переработан в песню «Fun» выпущенной для пользователей BowieNet)
- «O Superman (For Massenet)» (оригинальная версия выпущена на альбоме Big Science (1982) певицы Лори Андерсон; автор и композитор: Лори Андерсон)